# Garnett (Kansas)
Garnett é uma cidade localizada no estado americano de Kansas, no Condado de Anderson.

## Demografia
Segundo o censo americano de 2000, a sua população era de 3368 habitantes.
Em 2006, foi estimada uma população de 3280, um decréscimo de 88 (-2.6%).

## Geografia
De acordo com o United States Census Bureau tem uma área de
8,0 km², dos quais 7,8 km² cobertos por terra e 0,2 km² cobertos por água.

## Localidades na vizinhança
O diagrama seguinte representa as localidades num raio de 24 km ao redor de Garnett.